# Thriving Ivory
Thriving Ivory ist eine US-amerikanische Rockband aus San Francisco.

## Biografie
Clayton Stroope und Scott Jason lernten sich am College in San Francisco kennen und gründeten 2002 mit drei weiteren Musikern die Band Thriving Ivory. Durch ihre Auftritte stieg ihre lokale Popularität. Sie produzierten ein eigenes Album und mit dem Lied Angels on the Moon hatten sie einen lokalen Radiohit.
2007 bekamen sie einen Plattenvertrag beim Label Wind-Up Records und nahmen ihr selbstproduziertes Debüt neu auf. Anfang 2009 kam das Album Thriving Ivory auf Platz eins der US-Heatseeker-Charts und war auch in den offiziellen Albumcharts erfolgreich. Angels on the Moon erschien als Single und platzierte sich ebenfalls in den Charts. Das Lied verkaufte sich über eine halbe Million Mal und erreichte damit Goldstatus.
Vor der Veröffentlichung des zweiten Albums verließ der Bassist Bret Cohune die Band. Mit dem Album Through Yourself & Back Again kamen sie 2010 erneut in die US-Albumcharts, konnten aber den Debüterfolg nicht wiederholen.

## Mitglieder
- Clayton Stroope, Sänger
- Scott Jason, Klavier, Songschreiber
- Drew Cribley, Gitarre
- Paul Niedermier, Schlagzeug

ehemaliges Mitglied
- Bret Cohune, Bass

## Diskografie

### Alben
- Thriving Ivory (2003)
- Thriving Ivory (New Version, 2008)
- Through Yourself & Back Again (2010)

### Singles
- Angels on the Moon (2008)
- Hey Lady (2009)
- Where We Belong (2010)